# Diego Serrano
Diego A. Serrano (* 5. Februar 1973 in Quito, Ecuador) ist ein ecuadorianisch-amerikanischer Schauspieler.

## Leben
Diego Serrano betrieb in seiner Kindheit sehr viel Sport. Mit 18 Jahren gewann er einen Modelwettbewerb. Im Alter von 20 Jahren erhielt Serrano seine erste Rolle als Tomas Rivera in der Seifenoper Another World. Diese verkörperte er von 1993 bis 1997. Im Jahr 1999 bekam er eine Hauptrolle in der Fox-Serie New York Life – Endlich im Leben! neben Jennifer Love Hewitt und Jennifer Garner als Jesse Bayron. Von 2001 bis 2002 war er in der Seifenoper Schatten der Leidenschaft als Diego Guttierez mit von der Partie. 2005 erschien Serrano in dem Film The Mostly Unfabulous Social Life of Ethan Green. 2012 war er für drei Folgen in der Miniserie Blackout – Die totale Finsternis zu Gast. Es folgten weitere Auftritte in CSI: Miami, Touch und Ray Donovan.
Diego Serrano war bis Juni 2015 langjährig mit der Schauspielerin Coté de Pablo, bekannt aus Navy CIS, liiert.

## Filmografie (Auswahl)
- 1993–1997: Another World
- 1999–2000: New York Life – Endlich im Leben! (Time of Your Life, Fernsehserie, 19 Folgen)
- 2001–2002: Schatten der Leidenschaft (The Young and the Restless)
- 2003: Threat Matrix – Alarmstufe Rot (Threat Matrix, Fernsehserie, Folge 1x11)
- 2005: 24 (Fernsehserie, 2 Folgen)
- 2005: The Mostly Unfabulous Social Life of Ethan Green
- 2006: Tal der Wölfe – Irak (Kurtlar vadisi – Irak)
- 2009: Männer, die auf Ziegen starren (The Men Who Stare at Goats)
- 2012: Blackout – Die totale Finsternis (Blackout, Fernsehserie, 3 Folgen)
- 2012: CSI: Miami (Fernsehserie, Folge 10x15)
- 2012: Touch (Fernsehserie, Folge 1x06)
- 2013: Ray Donovan (Fernsehserie, Folge 1x04)
- 2014: Marvel’s Agents of S.H.I.E.L.D. (Fernsehserie, Folge 2x04)